# Anorexia nervosa
Anorexia nervosa, muitas vezes referida simplesmente como anorexia, é um distúrbio alimentar caracterizado por peso abaixo do normal, receio de ganhar peso, uma vontade intensa de ser magro e restrições alimentares. Muitas pessoas com anorexia veem-se a si próprias com sobrepeso, apesar de na realidade apresentarem baixo peso. Ao serem confrontadas, geralmente negam existir um problema de baixo peso. Em muitos casos pesam-se frequentemente, ingerem pequenas quantidades de alimentos e comem apenas determinados alimentos. Algumas realizam exercício de forma excessiva, forçam o vómito ou ingerem laxantes para perder peso. Entre as complicações da doença estão, entre outras, osteoporose, infertilidade e problemas cardíacos.. As mulheres muitas vezes deixam de ter períodos menstruais.
A causa é desconhecida. Alguns componentes genéticos podem ter um papel na doença, assim como fatores culturais, uma vez que a prevalência da doença é maior em sociedades que valorizam a magreza. Ocorre ainda com maior frequência entre pessoas envolvidas em atividades que valorizam a magreza, como entre atletas de competição de alto nível, modelos e dançarinos. A anorexia tem muitas vezes início na sequência de uma alteração significativa na vida ou de um evento que induza stresse. O diagnóstico da doença requer um peso significativamente baixo. A gravidade tem por base o índice de massa corporal (IMC). Os adultos com anorexia leve apresentam um IMC superior a 17, com anorexia moderada um IMC entre 16 e 17, com anorexia grave um IMC entre 15 e 16 e com anorexia crítica um IMC inferior a 15. Em crianças é muitas vezes usado um IMC inferior ao percentil 5.
O tratamento da anorexia consiste em devolver à pessoa um peso saudável, no tratamento dos problemas psicológicos que lhe estiveram na origem e em fazer face aos comportamentos que promovem o problema. Embora os medicamentos não ajudem a ganhar peso, podem ser usados para tratar a ansiedade ou depressão associados à doença. Alguns tipos de psicoterapia podem ser úteis, incluindo abordagem de Maudsley e terapia cognitivo-comportamental. Por vezes é necessário dar entrada no hospital para recuperar o peso. As evidências dos benefícios do uso de sonda nasogástrica são ainda pouco claros. Enquanto algumas pessoas apresentam apenas um único episódio e recuperam, outras podem apresentar vários episódios de anorexia ao longo dos anos. Muitas das complicações melhoram ou resolvem-se ao recuperar o peso normal.
Estima-se que em 2013 a anorexia afetasse dois milhões de pessoas. Em países ocidentais, estima-se que afete 0,9% – 4,3% das mulheres e 0,2% – 0,3% dos homens em algum momento da vida. Em cada ano são afetadas 0,4% das mulheres jovens, sendo dez vezes menos comum em homens. Os dados nos países em desenvolvimento são pouco claros. A anorexia tem geralmente início durante a adolescência ou na fase de jovem adulto. Não é ainda claro se o aumento de diagnósticos durante o século XX se deveu a um aumento da frequência ou se se deve simplesmente ao melhor diagnóstico. Em 2013, a doença foi responsável pela morte de 600 pessoas em todo o mundo, um aumento em relação Às 400 em 1990. Os distúrbios alimentares também aumentam o risco de morte por várias outras causas, incluindo suicídio. Cerca de 5% das pessoas com anorexia morrem de complicações num prazo de dez anos. O termo "anorexia" foi usado pela primeira vez por William Gull em 1873.

## Sintomas
Os sintomas mais frequentes são:
- Peso corporal menor que nível normal para idade, altura e sexo (IMC menor a 18).
- Prática excessiva de atividades físicas, mesmo tendo um peso abaixo do normal.
- Em mulheres após a puberdade, ausência de ao menos três ou mais menstruações. A anorexia nervosa pode causar sérios danos ao sistema reprodutor feminino.
- Diminuição ou ausência da libido; nos rapazes poderá ocorrer disfunção erétil e dificuldade em atingir a maturação sexual completa, tanto a nível físico como emocional.
- Crescimento retardado ou até interrupção do mesmo, com a resultante má formação do esqueleto (pernas e braços curtos em relação ao tronco).

Outros possíveis sintomas incluem:
- Se provoca vômitos poder sofrer com descalcificação dos dentes e cárie dentária.
- A baixa autoestima está associada a Depressão profunda e tendências suicidas.
- Obstipação grave.
- Bulimia que pode desenvolver-se posteriormente em pessoas anoréxicas.

## Causas

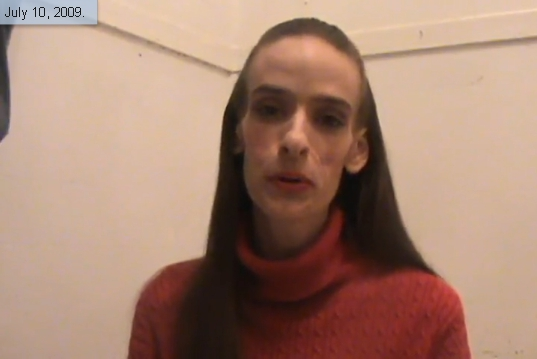
Os episódios de anorexia costumam durar cerca de 1,7 anos. De 5 a 20% dos anoréticos morrem em decorrência do transtorno, sendo que quanto mais longo o episódio e menor o IMC, maiores os riscos de morte.

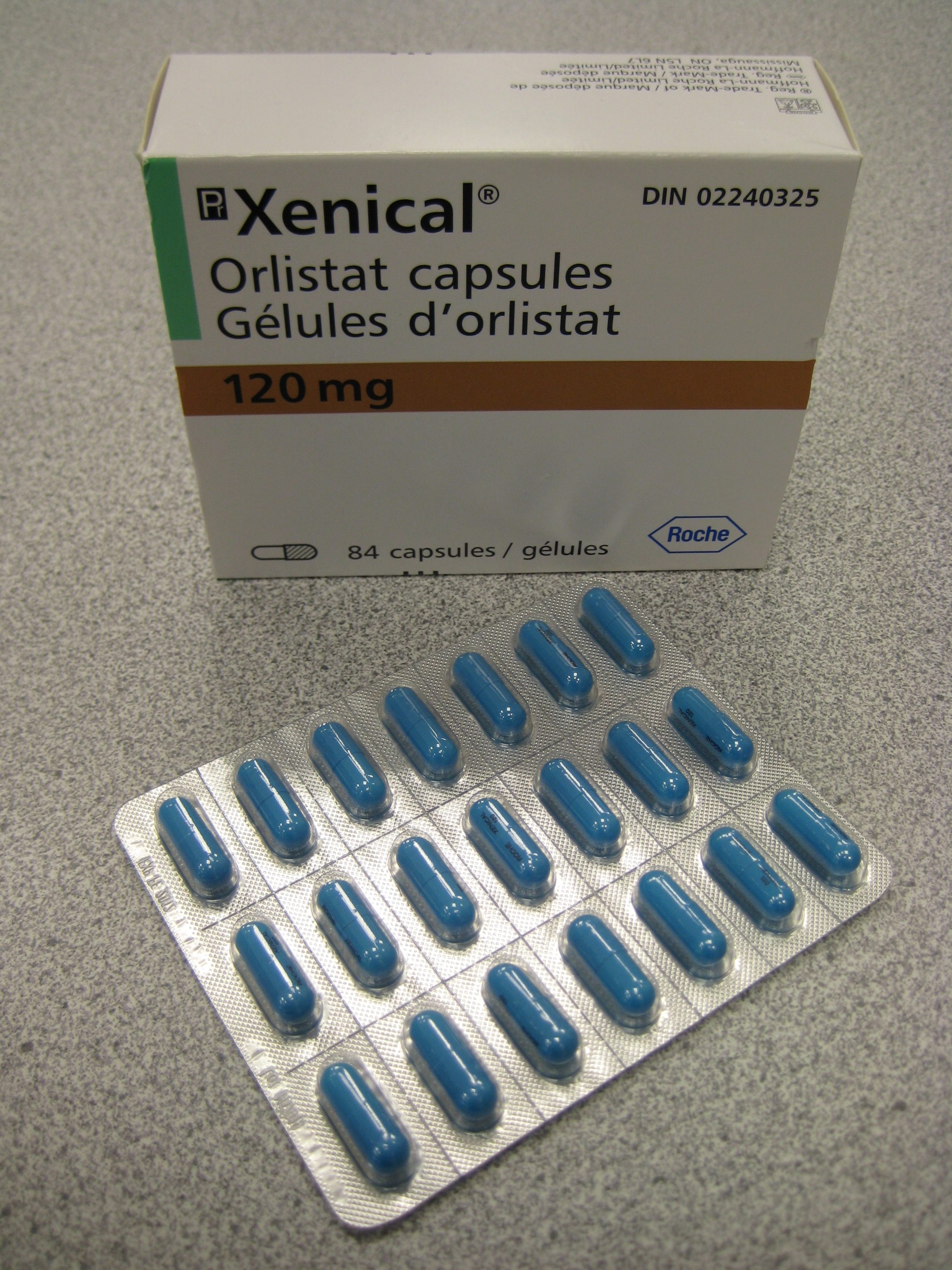
Em 2008, anorexígenos estavam entre os fármacos mais usados no Brasil.

No caso dos jovens adolescentes de ambos os sexos, poderá estar ligada a problemas de autoimagem, dismorfia, dificuldade em ser aceito pelo grupo, ou em lidar com a sexualidade genital emergente, especialmente se houver um quadro neurótico (particularmente do tipo obsessivo-compulsivo) ou história de abuso sexual ou de bullying.
Tem sido enfatizada, em debates populares, a importância da mídia para o desenvolvimento de desordens como anorexia e bulimia, por alegadamente promover ela uma identificação da beleza com padrões físicos de magreza acentuada. Qualquer papel a ser exercido pela cultura de massa na promoção dessas desordens, no entanto, está ainda para ser demonstrado. Na busca da etiologia de perturbações da saúde mental, inclusive da anorexia nervosa, comumente são procuradas causas de ordem intrapsíquico, ambiental e genético.
Até agora, os seguintes fatos têm emergido na busca das causas desse transtorno:
Causas genéticas:
- Estudos sobre desenvolvimento de transtornos alimentares envolvendo irmãs gêmeas têm sugerido um fundo genético para o desenvolvimento da anorexia.
- Pais e mães de pacientes diagnosticadas com essa desordem possuem, relativamente a grupos de comparação da população não seleta, níveis mais elevados de perfeccionismo e preocupação com a forma física.

Características sociopsíquicas de anoréxicas:
- Independentemente do subtipo de anorexia desenvolvida, restritiva ou purgativa, anoréxicas possuem, relativamente a pessoas saudáveis de sua idade e sexo, uma incidência maior de transtornos da ansiedade (especialmente o transtorno obsessivo-compulsivo) e do humor.
- Níveis exageradamente elevados de perfeccionismo (busca por padrões de conquista e realizações notavelmente altos, necessidade de controle, intolerância a "falhas" ou "imperfeições") são comuns, e mesmo centrais, no desenvolvimento da anorexia. A presença dessa busca por padrões de perfeição transcende o desenvolvimento da doença, sendo anterior a ela e permanecendo em pacientes que já foram curadas da doença.  Alguns estudos sugerem que, apesar de uma inteligência média na faixa regular, anoréxicas possuem níveis mais altos de performance escolar e envolvimento acadêmico, o que sugere que o perfeccionismo nelas presente não se limita a temas relacionados apenas com comida e forma corporal.
- Outros traços obsessivos-compulsivos, além do perfeccionismo, são notados na infância de anoréxicas, principalmente inflexibilidade, forte adesão a regras estabelecidas, observação dos padrões mantidos por autoridades, etc.
- Incidência de abuso físico ou sexual é mais elevada em grupos de anoréxicos; em um estudo efetivado na América do Norte, a presença de um histórico de abuso sexual na infância apresentou uma forte associação com o desenvolvimento de transtornos alimentares em grupos de homens homossexuais.

### Anorexia e bulimia
Uma pessoa anoréxica não pode ser, ao mesmo tempo, bulímica. O diagnóstico de um anula o outro, embora seja possível que uma pessoa com antigo quadro anoréxico venha a desenvolver um quadro posterior de bulimia. A anorexia está mais associada a traços ansiosos e obsessivos como perfeccionismo, enquanto a bulimia está associada a traços depressivos e baixa autoestima.
Em Portugal, a prevalência foi de 4 em cada 1000 habitantes (0,4%), sendo mais comum aos 19 anos, mas com 12,5% da população apresentando mais de dois sintomas de anorexia e 7% possuindo uma autoimagem corporal distorcida. Esse índice é menor do que o de outros países desenvolvidos, mas ainda bastante sério pelo alto risco de mortalidade (5 a 20%) da doença.

## Diagnóstico
Durante os exames, é importante descartar primeiro outras possíveis causas para a perda de peso, como problemas endócrinológicos, intestinais ou de outros transtornos psicológicos. Na lista de exames médicos utilizados para diagnosticar a anorexia estão:
- Albumina em plasma;
- Exame de densidade óssea, para verificar se o paciente tem osteoporose;
- Hemograma completo;
- Eletrocardiograma (ECG);
- Eletrólitos;
- Testes de funcionamento dos rins;
- Testes da função hepática;
- Proteína total;
- Exames de funcionamento da tireoide;
- Urinálise.

Além disso, existe uma série de testes psicológicos associados a entrevistas com um psicólogo para identificar o caso e os transtornos que poderam estar  associados ao caso do paciente.

## Tratamento
Deve-se ter duas vertentes, a não farmacológica e a farmacológica. Entretanto deve-se ter em mente a importância de uma relação médico-paciente satisfatória, uma vez que a negação do tratamento pelo paciente é comum. Dependendo da gravidade da situação do paciente, pode-se recorrer ao internamento para o devido restabelecimento da saúde. A correção de possíveis alterações metabólicas e a estruturação de um plano alimentar bem definido são peças fundamentais para o tratamento.

### Tratamento farmacológico

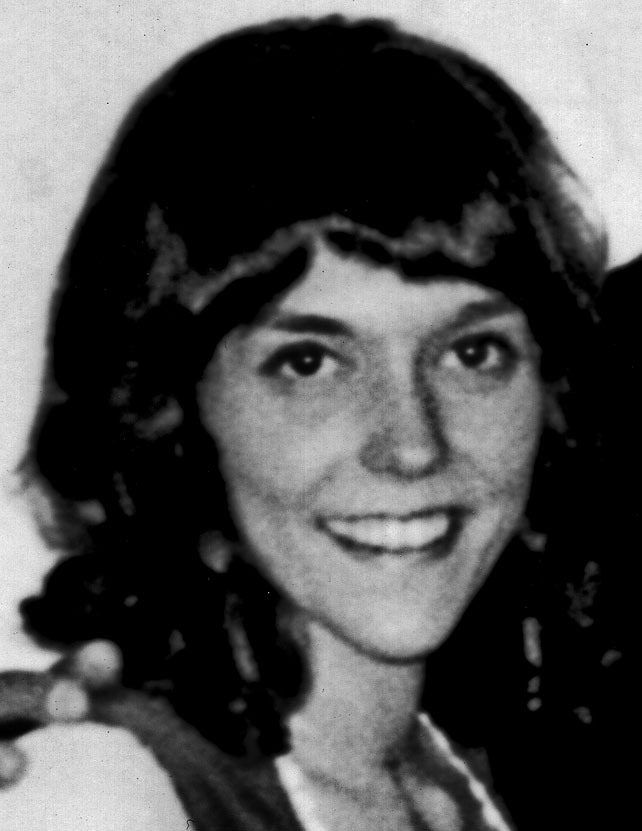
A vocalista dos Carpenters, Karen Carpenter, morreu subitamente em 1983 em decorrência de insuficiência cardíaca ocasionada por complicações da anorexia.

Os medicamentos usados no tratamento da depressão e da ansiedade como fluoxetina e topiramato têm mostrado resultados aceitáveis no tratamento de transtornos alimentares, provavelmente por minimizarem os pensamentos obsessivos e compulsivos, a baixa autoestima, a instabilidade e o stress que frequentemente estão associados ao quadro de anorexia. Outra opção é a olanzapina, remédio para transtorno bipolar pelo seu efeito como estabilizante de humor. 
Em relação à abordagem farmacológica, têm-se utilizado principalmente os antidepressivos, mesmo que seja uma área que careça de muitos resultados satisfatórios tendo em vista a multicausalidade da doença e a resistência dos pacientes. Desta forma, é importante a existência de uma abordagem multidisciplinar, apoio da família e aderência do paciente ao tratamento. É comum os pacientes abandonarem os medicamentos que os façam reter líquidos e/ou aumentem o apetite, e tais são efeitos colaterais possíveis para grande parte dos remédios psiquiátricos. Antidepressivos e estabilizantes de humor podem também ter o efeito contrário do desejado pelo paciente, causando perda do apetite e de massa corporal, agravando ainda mais a anorexia ao invés de ajudar.
Mesmo sendo o tratamento medicamentoso da anorexia nervosa pouco eficiente, continua sendo útil para tratar os sintomas relacionados (ansiedade, pensamentos obsessivos e mau humor) e para prevenir recaídas.

### Psicoterapia
Dentre as psicoterapias mais eficientes estão a terapia cognitivo comportamental e psicoterapia familiar.

## Prognóstico
Mesmo com tratamento, cerca de 30% dos pacientes voltam a desenvolver anorexia em menos de 5 anos. Mesmo nesses casos o tratamento é útil para melhorar a saúde geral de 76% dos pacientes. Em 42 pesquisas, cerca de 6% dos pacientes com anorexia morreram antes da conclusão dos estudos em decorrência de problemas relacionados ao o desequilíbrio na quantidade de eletrólitos em sangue (sódio, potássio, cloro e cálcio) e nas células, causando arritmias cardíacas. 